# 莫里 (意大利)

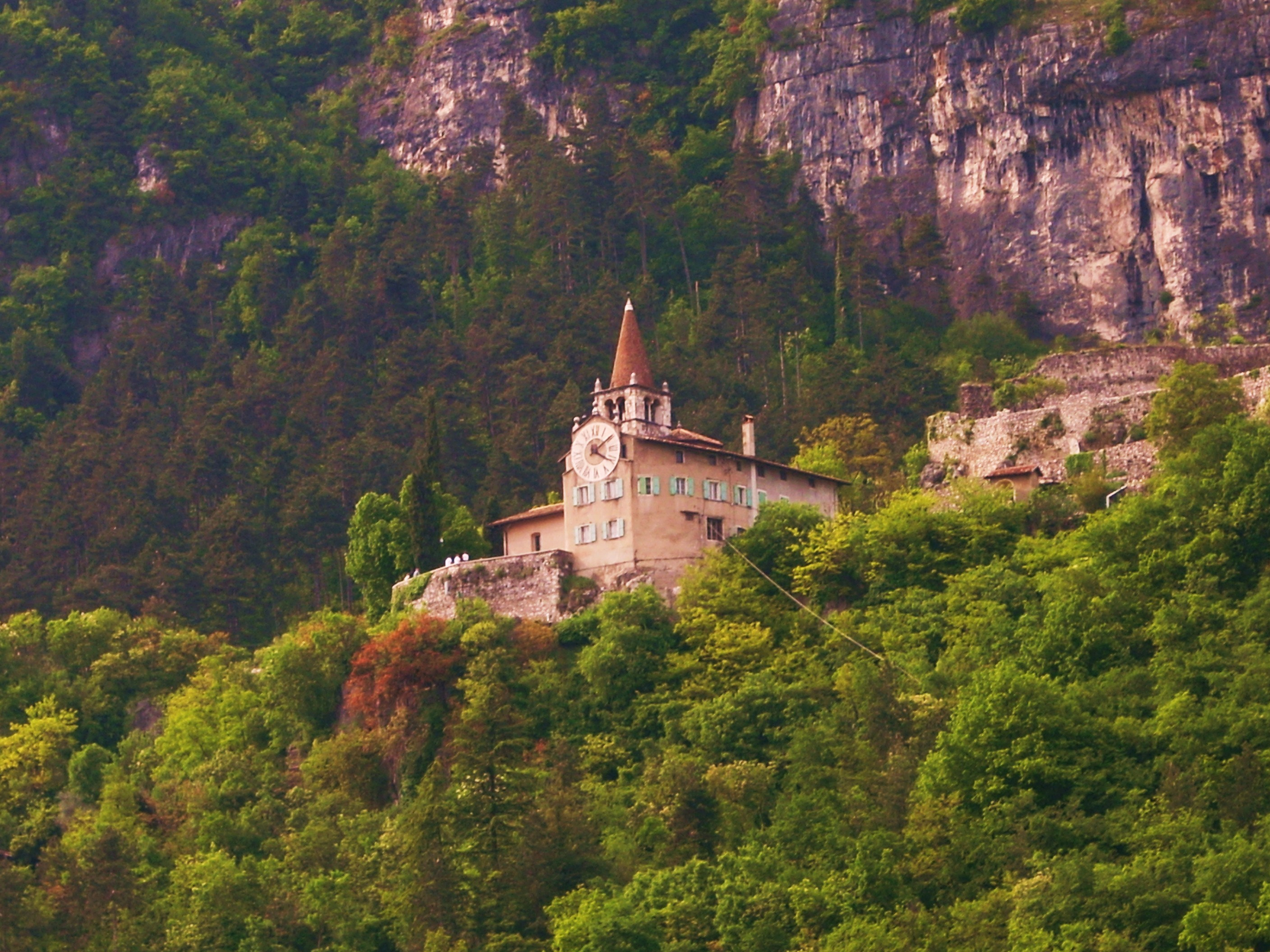
圣所及城堡遗迹

莫里（義大利語：Mori）是意大利特伦蒂诺-上阿迪杰大区特倫托自治省的市镇，位于特伦托西南25公里处。市镇面积为34.5平方公里，2012年人口数量为9,672人。